# Heinz Funk
Heinz Funk (* 18. Mai 1915 in Hennef (Sieg); † 27. März 2013) war ein deutscher Filmkomponist, Musikproduzent und Synthesizer-Spezialist.

## Leben
Funk studierte an der Staatlichen Musikhochschule Trossingen Akkordeon, Komposition und Harmonielehre, besuchte dann die Musikschule in Hamburg. Der ausgebildete Tonmeister war Deutscher Akkordeon-Meister, gründete das Deutsche Akkordeon Meisterorchester und absolvierte ein Kompositions-Studium bei Walter Girnatis.
Funk wurde von Jürgen Roland zum Film geholt und machte sich vor allem in den 1960er Jahren einen Namen als Komponist zahlreicher Musiken für Spielfilme, Kulturfilme, Fernsehsendungen und Werbespots. Er war Gründer und Teilhaber des Studio Funk mit Filialen in Hamburg, Berlin, Frankfurt am Main und Düsseldorf für die Musikproduktion für AV-Medien aller Art.
Er war Spezialist und Importeur für Moog-Synthesizer. Für den Vocoder Sennheiser VSM 201 produzierte er 1977 eine Demonstrationskassette.

## Filmografie (Auswahl)
- 1960: Stahlnetz: E 605 (1. Teil) (Fernsehfilm)
- 1960: Stahlnetz: E 605 (2. Teil) (Fernsehfilm)
- 1960: Die Bande des Schreckens
- 1961: Der grüne Bogenschütze
- 1961: Die toten Augen von London
- 1961: Gestatten, mein Name ist Cox (Fernsehserie)
- 1961: Stahlnetz: In der Nacht zum Dienstag (Fernsehfilm)
- 1962: Stahlnetz: In jeder Stadt (Fernsehfilm)
- 1963: Hafenpolizei (Fernsehserie) – Regie: John Olden
- 1965: Polizeifunk ruft (Fernsehserie) – Regie: Hermann Leitner
- 1966: Die Gentlemen bitten zur Kasse (Fernsehserie) – Regie: John Olden
- 1968: Wegen Reichtum geschlossen
- 1968: Otto und die nackte Welle – Regie: Günther Siegmund

## Diskografie
- mit The Heinz Funk Electronic Combo: Moog Synthesizer Music (1973)
- Haendel Goes Electronic & Signals & Bridges In Music (1982)